# 高知県立高知若草特別支援学校
高知県立高知若草特別支援学校（こうちけんりつ こうちわかくさとくべつしえんがっこう）は、高知県高知市春野町弘岡下にある県立特別支援学校。

## 学部
- 小学部
- 中学部
- 高等部
- 訪問教育

分校
- 子鹿園分校
- 国立高知病院分校
- 土佐希望の家分校

## 所在地
- 高知県高知市春野町弘岡下2980-1

## 沿革
- 1963年（昭和38年）4月1日 - 高知市に開校
- 1966年（昭和41年）4月1日 - 高知県立県立子鹿園に分室を設置
- 1971年（昭和46年）4月1日 - 高等部設置
- 1979年（昭和54年）4月1日 - 現在地に新築移転、旧校舎に子鹿園分校を設置